# Bierbrücke
Die Bierbrücke in Chemnitz befindet sich in der Nähe der Markthalle am Fuße des Kaßberges. Sie überspannt den Fluss Chemnitz und erhielt ihren Namen bereits im 16. Jahrhundert, da über sie das frisch gebraute Bier bis 1778 in die Lagerkeller des „Caßperges“ gebracht wurde.

## Hintergrund

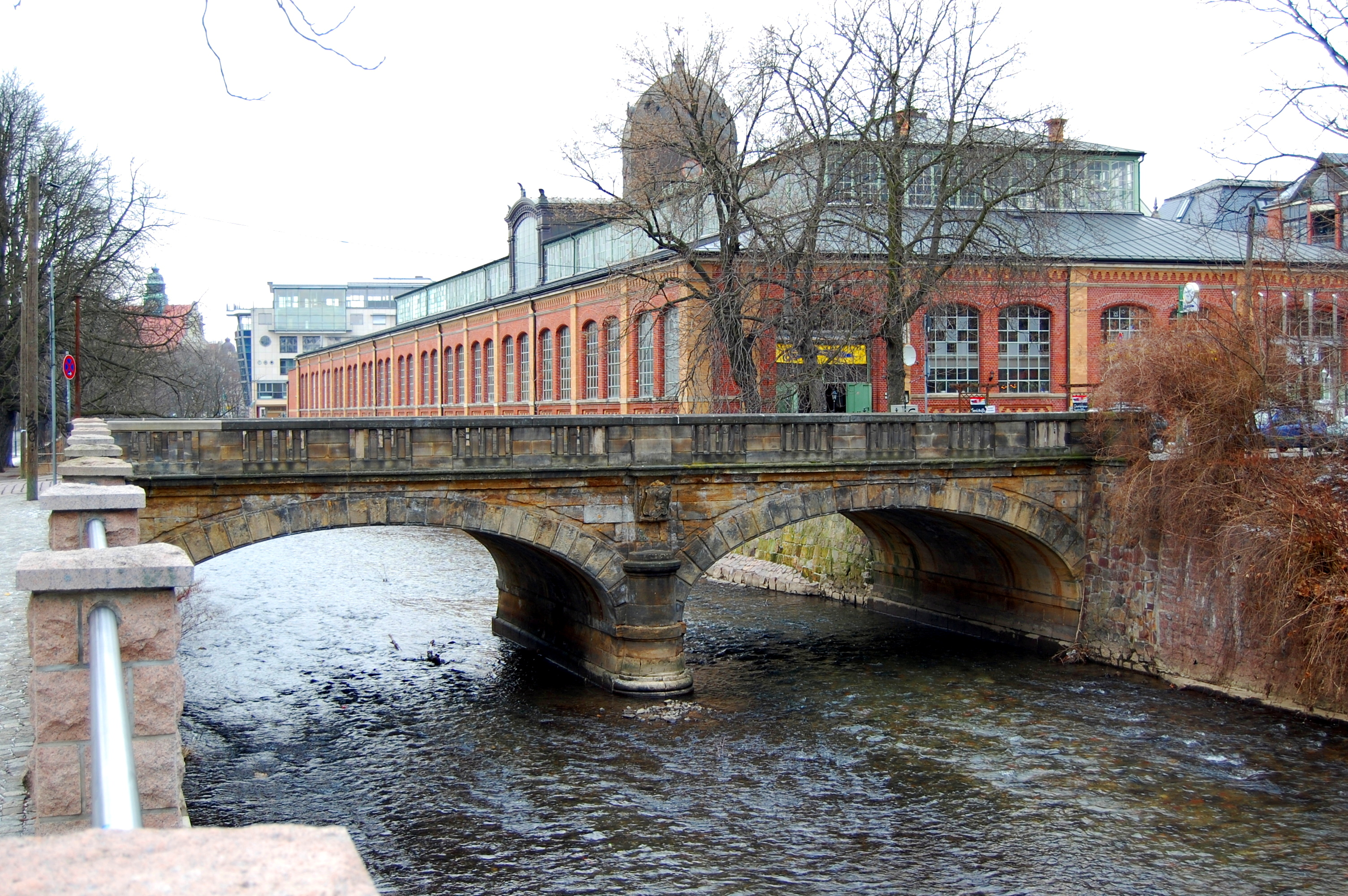
Die Bierbrücke. Dahinter ist die Chemnitzer Markthalle zu sehen.

Mit der Einführung und Einhaltung des Reinheitsgebotes von 1516 in Bayern gewann das untergärige Lagerbier auch über die bayrischen Landesgrenzen hinaus an Bedeutung. Die neue Braumethode des Bieres erforderte eine kühle und längere Lagerung. Diese war im damaligen Stadtbereich nicht möglich, sodass Keller im Kaßberg angelegt wurden. Im Geschossbuch der Stadt Chemnitz wurden im Jahr 1531 Steuern für sechs Keller im Kaßberg ausgewiesen. 1536 baute der Rat der Stadt eigene Keller in den Kaßberg. Im gleichen Jahr wurde auch die hölzerne Kellerbrücke zur steinernen Bierbrücke umgebaut. In den Folgejahren wurden weitere Keller in den Kaßberg gegraben. Mit besonderem Interesse verfolgte 1538 Georgius Agricola die Aushebung der Bierkeller, wobei er auch Untersuchungen des Chemnitzer Gesteins vornahm.
Im Jahr 1676 wurde die Bierbrücke erneuert, da sie seit 40 Jahren „darniedergelegen“ habe. Im Jahre 1694 wurde sie durch Hochwasser zerstört und erst 1710 neu errichtet. Ein halbes Jahrhundert später wurde die Brücke 1768 bei Eisgang „hinweggerissen“ und anschließend erneut aufgebaut. Im gleichen Jahr führten die Chemnitzer brauenden Bürger ihre letzte nachgewiesene „Bierschlacht“:

„Auch wurde in diesem Jahre die letzte Bierschlacht der hiesigen brauenden Bürger geliefert, indem sie dem Pfarrer zu Röhrsdorf eine halbe Tonne Dittmannsdorfer Bier wegnahmen, welche des Pfarrers Knecht seinem Herrn zufahren wollte. Das Bier war im Kampf, den acht gegen einen unternahmen, ausgelaufen und nun mußte der fast zu Schaden geprügelte Knecht auf dem Schubkarren statt des Bieres zu Hause gefahren werden. Der Herr Pfarrer aber führte Klage und die acht Chemnitzer hatten ein Jeder 4 Wochen Gefängnis und 10 Thlr. Strafe außer Prozeß- und Kurkosten.“

Im Jahr 1778 wurde durch die kursächsische Landesregierung eine neue Brau- und Schankordnung erlassen, in dessen Zuge das Brauen der Lagerbiere eingestellt wurde und die Brauereien die Lagergewölbe nicht mehr benötigten.
Die Brücke in ihrer heutigen Form entstand in den Jahren 1868/69. Auf dem kaum noch zu erkennenden Stadtwappen in der Mitte der Bierbrücke sieht der Löwe, im Unterschied zum heutigen Stadtwappen, nach rechts zum Rand des Wappens. Ein erneuter Umbau mit Verstärkung sollte 2008 erfolgen.